# 826
826 (DCCCXXVI) je bilo navadno leto, ki se je po julijanskem koledarju začelo na ponedeljek.

## Dogodki
- krstitev danskega kralja v Mainzu.

## Rojstva
- - Tabit ibn Kora, arabski astronom, matematik († 901)